# Новая Трасна
Новая Трасна́ (бел. Новая Трасна́) — деревня в составе Краснослободского сельсовета Быховского района Могилёвской области Республики Беларусь.

## Население
- 2010 год — 1 человек